# Зибольд, Фёдор Иванович
Фёдор Иванович (Фридрих Иоганович) Зибольд (нем. Friedrich Paul Heinrich Siebold, 29 июня 1850, Санкт-Петербург — 11 декабря 1920, Феодосия) — русский учёный-лесовод, внёс большой вклад в теорию и практику горного, лесокультурного, мелиоративного лесоводства, работал в основном в Крыму. Известен также работами в области гидромелиорации, создатель «Чаши Зибольда».

## Биография
Родился 29 июня 1850 года в Санкт-Петербурге в семье немецких переселенцев из Вюртемберга. С 1872 года имел российское подданство.
В 1873 году окончил юридический факультет Санкт-Петербургского университета. Работал учителем в Риге, однако, вероятно не удовлетворённый педагогической карьерой, через несколько лет поступил в Санкт-Петербургский лесной институт, который окончил в 1893 году. По окончании учёбы работал лесничим в Екатеринославской губернии, а с 1900 года — в Феодосийском лесничестве, с 1905 года — заведующий лесничеством. Занимал ряд административных должностей, в частности, был лесным ревизором всей Таврической губернии. Знавшим его по Феодосии характеризовался как очень энергичный человек, отмечалось его внешнее сходство с К. А. Тимирязевым.
С октября 1912 по февраль 1917 года был он цензовым гласным (депутатом) Феодосийского уездного земского собрания.
Скончался 11 декабря 1920 года. Похоронен на Старом городском кладбище Феодосии, на 2020 год точное местонахождение могилы неизвестно, надгробие утрачено.
Жена — Александра Дмитриевна. Внук — А. Ф. Зибольд, учёный-физик.

## Научные интересы
Занимался вопросами теоретического и прикладного лесоводства, в частности, горного, лесокультурного, мелиоративного. На Феодосийских горах успешно использовал идею террасирования для разведения леса. В качестве наиболее подходящего для местных условий растения высаживалась сосна крымская.

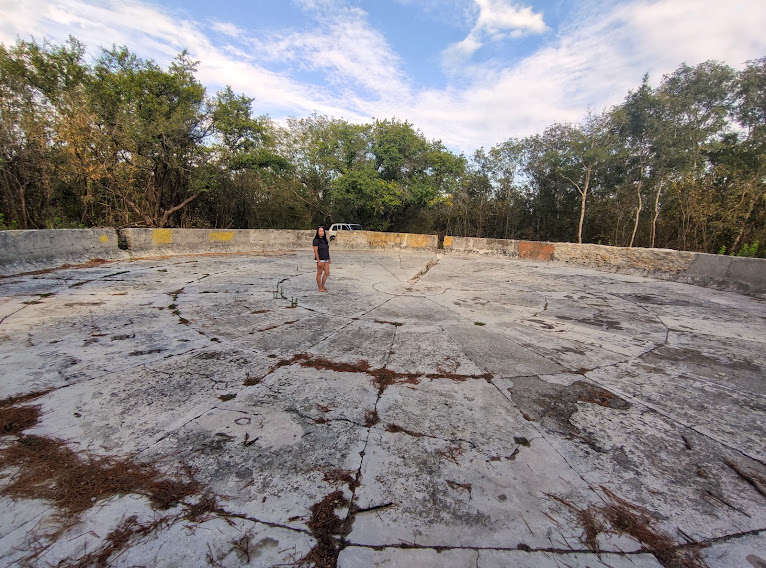
Чаша Зибольда (ветровой конденсатор) на горе Тепе-Оба. 8 августа 2020 года галечный наполнитель вывезен.

Реализовал идею устройства конденсатора для получения воды способом конденсации атмосферных водяных паров за счёт различия дневной и ночной температур. Конденсатор представлял собой достаточно высокий слой береговой гальки подобранного размера, уложенной в виде усечённого конуса в специально сооружённый бетонный бассейн с водоотводом («Чаша Зибольда»).
В 1900 году Зибольд, проводя работы по нивелировке горных склонов для заложения оросительных каналов, наткнулся, по его мнению, на части древней гидротехнической системы, представлявших собой многочисленные, более 20, конусовидные кучи щебня на склонах гор и на скалах на значительной высоте над уровнем моря, объёмом «до 300 куб. саженей». Они выступали природными конденсаторами атмосферного водяного пара. Кроме них Ф. И. Зибольдом были обнаружены также остатки гончарного водопровода от найденных конденсаторов к городским фонтанам Феодосии (ранее только в 1831—1833 годах при земляных работах таких труб было извлечено более 8000 штук). Это была крупная по масштабам своего времени инженерная система для обеспечения Кафы пресной водой
Зибольд попытался воспроизвести древний способ получения воды. При поддержке местных властей им были построены три подобных сооружения в районах наиболее часто повторяющихся туманов, на вершине горы Тепе-Оба. Самый большой из его конденсаторов, сложенных из морской гальки, имел высоту около 6 метров и объём 1120 кубометров. К 1913 году сооружение конденсатора было завершено, он давал свыше 400 л воды в сутки. Это начинание, однако, постигла неудача: через образовавшуюся трещину в дне часть воды стала уходить в почву мимо водовода. Причиной трещины могла быть недостаточная прочность основания, а по мнению академика АН Крыма В. Н. Дублянского её появление стало следствием размыва непрочной породы — известняка — под конденсатором из-за конденсации воды не только внутри него, но и под его днищем. В 1915 году была предпринята попытка ремонта сооружения, оно было разгружено от гальки, но ввиду военного времени финансирование ремонта не было осуществлено.

## Награды и признание
Многолетняя плодотворная деятельность в лесном хозяйстве была отмечена орденами Св. Анны 3-й (1905) и 2-й (1911) степеней, Св. Станислава 2-й степени (1908). Зибольду был присвоен чин статского советника.
В 2019 года в Феодосии основан общественный проект «Движение Зибольда», в планах движения — сбор и популяризация материалов о жизни учёного, проведение мемориальных мероприятий, создание «Экологической тропы Зибольда» и т. п. На доме в Феодосии, где жил Фёдор Зибольд (улица Пименова, 16), по инициативе движения к 100-летию учёного была установлена мемориальная доска.